# Virus de la diarrea porcina epidémica
El virus de la diarrea porcina epidémica (virus PED o PEDV) es un coronavirus que infecta las células que recubren el intestino delgado del cerdo, causando diarrea porcina epidémica, una condición de diarrea severa y deshidratación. La mayoría de los cerdos adultos que se enferman pierden peso después de ser infectados, mientras que los lechones recién nacidos generalmente mueren dentro de los cinco días de contraer el virus. El virus de la diarrea porcina epidémica no se puede transmitir a los humanos. 
Se descubrió por primera vez en Europa, pero se ha vuelto cada vez más problemático en países asiáticos, como Corea, China, Japón, Filipinas y Tailandia. También se ha extendido a América del Norte: fue detectado en Estados Unidos el 5 de mayo de 2013 en Indiana, y en Canadá en el invierno de 2014. En enero de 2014, el Laboratorio de Diagnóstico de Enfermedades Animales del Departamento de Agricultura de Ohio identificó una nueva cepa variante de PEDV con tres deleciones, una inserción y varias mutaciones en la región S (spike) 1 en Ohio.
El PEDV tiene una carga económica sustancial dado que es altamente infeccioso, lo que resulta en una morbilidad y mortalidad significativas en los lechones. Las tasas de morbilidad y mortalidad fueron más bajas para los rebaños vacunados que para los no vacunados, lo que sugiere la aparición de una nueva cepa de campo de PEDV para la cual la vacuna actual, basada en la cepa CV777, fue parcialmente protectora. Es probable que los consumidores sientan los efectos de la enfermedad viral en forma de precios más altos para los productos porcinos.

## Evolución

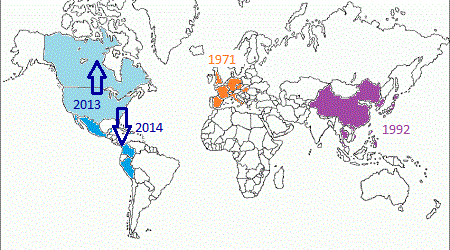
Mapa inexacto de la difusión geográfica de PEDV por año.

Un estudio de 138 genomas concluyó que el virus tiene seis subtipos. Los grupos 1 y 2 se originaron en América del Norte y los grupos 3-5 se originaron en Asia. La tasa de mutación se estimó en 3,38 × 10 −4 sustituciones/sitio/año, la cual es similar a otros virus ARN. El ancestro común más reciente de las cepas existentes evolucionó alrededor de 1943.

## Signos clínicos
La diarrea porcina epidémica es una enfermedad aguda con un período de incubación de 1 a 4 días. El virus causa diarrea y vómitos que provocan una deshidratación grave. En neonatos, la mortalidad puede llegar al 100% en cepas virulentas. Los lechones adultos generalmente se recuperan en 7-10 días.

## Transmisión
La diarrea porcina epidémica se transmite por transmisión fecal-oral y la dosis infecciosa es baja. Los lechones antes del destete arrojan grandes cantidades de virus en sus heces, lo que resulta en una rápida propagación y altas tasas de mortalidad. Los animales mayores no eliminan tanto virus en sus heces como los lechones. También se puede transmitir a través de fómites contaminados. Un estudio mostró que cuando las partículas de virus están en aerosol pueden extenderse hasta 10 millas de la fuente de infección.

## Hallazgos de la necropsia

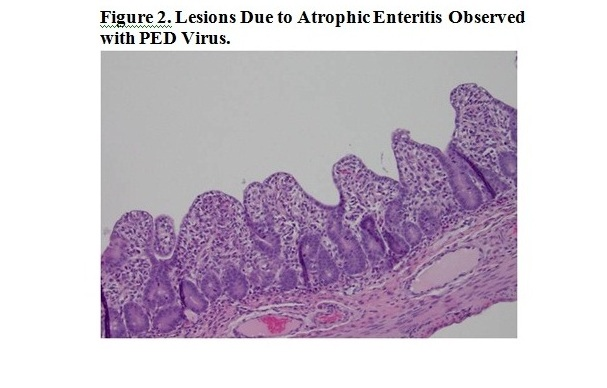
Diagnóstico del virus de la diarrea epidémica porcina (DEP)

Los hallazgos post mortem en animales lactantes incluyen contenido de estómago vacío con poca cuajada de leche. Los intestinos tienen paredes delgadas y están dilatados, llenos de un contenido acuoso. El diagnóstico de diarrea porcina epidémica se confirma mediante PCR de heces o intestinos de animales afectados, o mediante inmunohistoquímica en tejido fijado con formalina.